# Santa Eulalia (Jaén)
Santa Eulalia o Santolaya es una localidad y pedanía española perteneciente al municipio de Úbeda, en la provincia de Jaén. Se encuentra a cinco kilómetros de Úbeda capital. Su origen histórico es remoto, habiendo estado poblada al menos desde la Baja Edad Media. 
Destaca el cultivo del olivar. Cuenta con una potente almazara, Aldeoliva, donde los paisanos acuden con sus cosechas. En dicha almazara se envasa el aceite, incluido en la Denominación de Origen Campiñas de Jaén, habiendo estado presente en la boda entre el príncipe Felipe de Borbón y Letizia Ortiz. También son célebres los huertos de la aldea, donde los ancianos y hortelanos cultivan vegetales para el consumo propio.

## Historia
Se trata de un asentamiento de población antiquísimo. En su suelo se han hallado restos de cerámica y enterramientos de la era calcolítica, así como monedas romanas pertenecientes a la Colonia Salaria.
Primitivamente se la conocía como Santa Olalla de la Sierra. En aquel tiempo debió tener gran importancia a juzgar por las primitivas casas blasonados, y la riqueza de la eminencia sobre la que se asienta.

## Fiestas
- Festividad de San Antón, 17 de enero: Se realizan las típicas hogueras donde todos los habitantes se reúnen y degustan sardinas y papajotes.

- Carnaval, mes de febrero: Donde los habitantes degustan platos como los roscos fritos y chocolate con papajotes.

- Romería de la Virgen de Guadalupe, 1 y 2 de mayo: Se traslada desde el Santuario del Gavellar hasta Santa Eulalia donde permanece hasta por la tarde que es cuándo parte hacia Úbeda.

- Festividad de San Isidro Labrador —Patrón de Santa Eulalia—, 15 de mayo: Se celebran las fiestas del pueblo en honor a su patrón en las que se llevan a cabo diversas actividades en las que el pueblo disfruta y convive, se realizan juegos populares para los más pequeños.

- Fiesta del Agua, 15 de agosto: Se debe a que un año una mujer estaba regando con una manguera la puerta de su casa y se acercaron dos ebrios y ella los mojó, entonces ellos también empezaron a mojarla. En este día cualquiera que salga a las calles del pueblo puede ser mojado. Esta fiesta cada año ha ido yendo a más y son numerosos visitantes de pueblos cercanos los que acuden a disfrutarla.

- Datos: Q5638858